# リン酸アルミニウム
リン酸アルミニウム（リンさんアルミニウム、英Aluminium phosphate）はアルミニウムのリン酸塩で、化学式AlPO4で表される無機化合物である。加熱により、酸化アルミニウムと五酸化二リンとに分解する。

## 用途
鋼板の化成処理に古くから使われているが、他の処理方法の発達により存在価値は低下している。化学工業的には、高温下で無水酢酸の製造に用いられる。
{\displaystyle {\ce {4AlPO4 -> {2Al2O3}+ P4O10}}}
{\displaystyle {\ce {{6CH3COOH}+ P4O10 -> {4H3PO4}+ 6CH2CO}}}
{\displaystyle {\ce {{CH2CO}+ CH3COOH -> (CH3CO)2O}}}